# TBXA2R
TBXA2R (англ. Thromboxane A2 receptor) – білок, який кодується однойменним геном, розташованим у людей на короткому плечі 19-ї хромосоми. Довжина поліпептидного ланцюга білка становить 343 амінокислот, а молекулярна маса — 37 431.
| 10         |  | 20         |  | 30         |  | 40         |  | 50         |
| ---------- |  | ---------- |  | ---------- |  | ---------- |  | ---------- |
| MWPNGSSLGP |  | CFRPTNITLE |  | ERRLIASPWF |  | AASFCVVGLA |  | SNLLALSVLA |
| GARQGGSHTR |  | SSFLTFLCGL |  | VLTDFLGLLV |  | TGTIVVSQHA |  | ALFEWHAVDP |
| GCRLCRFMGV |  | VMIFFGLSPL |  | LLGAAMASER |  | YLGITRPFSR |  | PAVASQRRAW |
| ATVGLVWAAA |  | LALGLLPLLG |  | VGRYTVQYPG |  | SWCFLTLGAE |  | SGDVAFGLLF |
| SMLGGLSVGL |  | SFLLNTVSVA |  | TLCHVYHGQE |  | AAQQRPRDSE |  | VEMMAQLLGI |
| MVVASVCWLP |  | LLVFIAQTVL |  | RNPPAMSPAG |  | QLSRTTEKEL |  | LIYLRVATWN |
| QILDPWVYIL |  | FRRAVLRRLQ |  | PRLSTRPRSL |  | SLQPQLTQRS |  | GLQ        |

A: Аланін

C: Цистеїн

D: Аспарагінова кислота

E: Глутамінова кислота

F: Фенілаланін

G: Гліцин

H: Гістидин

I: Ізолейцин

K: Лізин

L: Лейцин

M: Метіонін

N: Аспарагін

P: Пролін

Q: Глутамін

R: Аргінін

S: Серин

T: Треонін

V: Валін

W: Триптофан

Кодований геном білок за функціями належить до рецепторів, g-білокспряжених рецепторів, білків внутрішньоклітинного сигналінгу, фосфопротеїнів. 
Задіяний у такому біологічному процесі, як альтернативний сплайсинг. 
Локалізований у клітинній мембрані, мембрані.